# Казата
Казата́ (каз. Қазата) — село у складі району Байдібека Туркестанської області Казахстану. Входить до складу Алгабаського сільського округу.
У радянські часи село називалось Турмис.
Населення — 937 осіб (2021; 1088 у 2009, 986 у 1999, 1325 у 1989).